# Rosemary Ashe
Rosemary Elizabeth Ashe (28 marzo 1953) è un soprano e attrice britannica, nota soprattutto come interprete di musical.

## Biografia
Figlia di Philip Stephen Ashe e Dorothy May Watts, Rosemary Ashe ha studiato canto lirico alla Royal Academy of Music. Dopo alcuni anni nel mondo dell'opera, la Ashe si dedicò prevalentemente al teatro musicale a partire dall'inizio degli anni 80, recitando nei musical West Side Story a Notthingham e The Boy Friend all'Old Vic di Londra nel 1984. Tuttavia, il soprano non abbandonò mai del tutto l'opera e cantò occasionalmente all'English National Opera, alla Garsington Opera e alla Welsh National Opera, dopo aver fatto il suo debutto alla Royal Opera House nel 1979 con Thérèse. Nel 1986 fu la prima interprete della primadonna Carlotta Giudicelli nel musical di Andrew Lloyd Webber The Phantom of the Opera, mentre due anni più tardi cantò il ruolo di Cunegonda nell'allestimento della Scottish Opera dell'operetta di Leonard Bernstein Candide. Nel 1989 recitò invece con la Royal Shakespeare Company in un revival del musical Show Boat, in cui interpretava Julie LaVerne.
Nel 1992 interpretò per la prima volta Madame Thénardier nel musical Les Misérables e tornò a ricoprire il ruolo più volte fino al 2003, apparendo anche nel concerto per il decimo anniversario del musical alla Royal Albert Hall. Nel 1993 fu Phyllis Stone in una produzione concertistica di Follies a Birmingham, mentre nel 1995 interpretò la vedova Corney in un acclamato revival di Oliver! al London Palladium per la regia di Sam Mendes. Nel 2000 recitò nella prima londinese del musical The Witched of Eastwick e per la sua interpretazione nella parte di Felicia Gabriel ottenne una candidatura al Laurence Olivier Award alla miglior performance in un ruolo non protagonista in un musical. Due anni più tardi tornò a ricoprire la parte per la prima australiana dello spettacolo.
Nel  2004 ritornò a calcare le scene londinesi con la prima del musical della Disney Mary Poppins, in cui interpretava Miss Andrew. Nel 2007 cantò il ruolo di Lucy Barker in un allestimento concertistico di Sweeney Todd: The Demon Barber of Fleet Street alla Royal Festival Hall con il basso Bryn Terfel, mentre l'anno successivo tornò a recitare nello stesso musical a Göteborg, questa volta nel ruolo della co-protagonista Mrs. Lovett. Nel 2011 è tornata a cantare in The Phantom of the Opera in uno speciale allestimento alla Royal Festival House per il venticinquesimo anniversario del musical, questa facendo un cameo come la confidante nell'opera fittizia Il muto. Nel 2019 fece il suo debutto sulle scene italiane nel musical My Fair Lady al Teatro Massimo Vittorio Emanuele.